# AGS-40巴爾幹自動榴彈發射器
AGS-40（意為：巴爾幹；俄罗斯国防部火箭炮兵装备总局代號：／）是一挻由前苏联研製、俄罗斯GNPP Pribor設計局生產的40毫米自動榴彈發射器，是AGS-17的大口徑改進型，發射40毫米7P39無彈殼榴彈。
AGS-40裝設在三腳架、车辆、船隻和直升機以上使用。其設計的目的是摧毀敵方人員及載具，以保護使用方的步兵連。AGS-40已經被俄羅斯軍隊所採用。

## 歷史
1980年代，蘇聯軍隊意識到AGS-17的彈藥威力和射程都比美國Mk 19 Mod 3較低。為了加強這種武器的射程和威力，便指定研製一種40毫米口徑的自動榴彈發射器。其中武器部分由運動及狩獵武器中央設計研究局（TsKIB SOO）負責，而彈藥部分則由GNPP Pribor設計局負責。當時的原型命名為TKB-0134“山羊”（俄語：ТКБ-0134 “Козлик”；Козлик，意為：山羊）。
然而受到經濟狀況不佳和苏联解体造成的衝擊影響，該研製項目在1980年代末期就停滯不前。在1990年代初，該項目以“巴爾幹”為代號，由V.N.捷利什、P.加爾金和Yu.V.列別捷夫為首的槍械設計師團隊重新開展研製工作。
巴爾幹項目主要承包商GNPP Pribor已於2008年夏季莫斯科舉辦的IDELF軍事展覽上展出了命名為6G27（俄語：6Г27）的榴彈發射器和配用的7P39無殼彈藥。其後亦在2009年阿拉伯联合酋长国阿布扎比的第九屆國際防務展覽及會議上展出。生產商方面宣佈，該武器和彈藥目前正在俄羅斯軍隊進行測試。

## 設計細節
AGS-40採用氣動式操作原理和轉拴式槍栓閉鎖機構。與AGS-17及AGS-30一樣，AGS-40榴彈發射器也是開放式槍栓。AGS-40的擊針擊針為剛性連接在槍機機框上，從而使其後座並且帶動槍機旋轉開鎖；擊針同時作為氣體活塞，由發射時膛內的高壓火藥燃氣直接壓迫擊針後退。開鎖後槍機組在氣體壓力開始運動。
AGS-40榴彈發射器採用可散式彈鏈，從右側供彈。彈鏈由工廠裝填，以專用彈箱向部隊提供，每個彈箱能裝兩條彈鏈，共40發。作戰使用時，一個裝著20發彈鏈的彈鼓掛在機匣右側。AGS-40發射的彈藥是7P39破片殺傷高爆榴彈，全長132毫米（5.2英吋），重0.45公斤（0.99磅）。發射藥位於彈體尾部，點燃後通過底部4個小孔排出。
與AGS-17一樣，AGS-40以兩個橫向握把來控制射擊，拇指操作扳機位於握把之間，大型拉機柄位於武器右側。AGS-40使用類似於AGS-17上的PAG-17的光學瞄準鏡，並針對新彈藥的彈道特性作了改進。另外也配有後備機械瞄具。
AGS-40使用的三腳架是從AGS-17改進而成，並在兩支後腿架之間增加了一個具有座墊的鞍座，使用者可以坐在鞍座上射擊。
AGS-40具有比AGS-17和AGS-30更遠的射程和更大的殺傷半徑，但同樣地，AGS-40亦比AGS-17和AGS-30沉重。

## AGS-40與現代世界相若的自動榴彈發射器比較
|                              | 俄羅斯 · AGS-40                           | 乌克兰 · UAG-40 | 美国 · Mk 47 Mod 0 | 德国 · HK GMG             | 南非 · 丹尼爾Y3 AGL            | 西班牙 · SB LAG 40 | · 大宇K4  | 日本 · 豐和96式 |
| ---------------------------- | ----------------------------------------- | --------------- | ------------------ | ------------------------- | ------------------------------ | ------------------ | --------- | --------------- |
| 外觀                         |                                           |                 |                    |                           |                                |                    |           |                 |
| 採用年份                     | N/A                                       | 2010年          | 2003年             | N/A                       | 2007年                         | N/A                | 1992年    | 1996年          |
| 子彈                         | 40毫米無彈殼榴彈7P39                      | 40×53           | 40×53              | 40×53                     | 40×53                          | 40×53              | 40×53     | 40×56           |
| 裝彈數，發                   | 20                                        | N/A             | N/A                | 32                        | N/A                            | 24／32             | N/A       | 50              |
| 重量，公斤： 本體重量 總重量 | N/A 32                                    | 17.0 31.0       | 18.0 41.0          | 29.0 46.5                 | 18.0 33.1                      | N/A 34.0           | 35.3 65.9 | 24.5 N/A        |
| 槍管長度，毫米               | N/A                                       | 400             | 330                | 577                       | 335                            | 415                | 412       | 454             |
| 全長，毫米                   | N/A                                       | 960             | 940                | 1,175                     | 861                            | 960                | 1,094     | 975             |
| 發射速率，發／分鐘           | 400                                       | 400             | 225—300            | 340                       | 280—320                        | 215                | 350       | 250—350         |
| 槍口初速，米／秒             | N/A                                       | 240             | N/A                | 245                       | 240                            | 242                | 240       | N/A             |
| 標準瞄準具型式               | 機械瞄具（基座） 光學或光電瞄準鏡（可選） | PAG-17          | AN/PWG-1           | 後備機械瞄具 反射式瞄準具 | 光學或電子瞄準具（彈道計算機） | 機械瞄具           | 機械瞄具  | 機械瞄具        |
| 最大射程，米                 | 2,500                                     | 2,200           | 2,200              | 2,200                     | 2,200                          | 2,200              | 2,200     | N/A             |

## 註解
1. ↑  ，全寫：，意為：自動榴彈發射器
2. ↑  機槍重量，不包括彈箱
3. ↑  AN/PWG-1瞄準火控系統包括日間3倍放大倍率及內置顯示器上顯示的電視瞄準圖像，再加上激光測距儀和彈道計算機。瞄準裝置還有連接接口，連接到熱成像紅外夜視儀上，供夜間使用。使用者可通過火控系統，以LVS準確地測量目標距離和根據顯示出的預測彈著點，準確地達命中目標。
4. ↑   註:

## 外部連結
- （英文）—Modern Firearms—Balkan（页面存档备份，存于）
- （英文）—Weapon.ge—Balkan（页面存档备份，存于）
- （俄文）—Станковый гранатомет 6Г27 "Балкан"
- （俄文）—АГС-40 "Балкан"（页面存档备份，存于）
- （俄文）—Военный Обозреватель－Российская армия получит новый автоматический гранатомет АГС-40 «Балкан»（页面存档备份，存于）
- （简体中文）—D Boy Gun World（槍炮世界）—6G27自动榴弹发射器（页面存档备份，存于）